# Gare de Saint-Saturnin-d’Avignon
Gare de Saint-Saturnin-d'Avignon vasútállomás Franciaországban, Saint-Saturnin-lès-Avignon településen.

## Vasútvonalak
Az állomást az alábbi vasútvonalak érintik:
- d’Avignon–Miramas-vasútvonal

## Kapcsolódó állomások
A vasútállomáshoz az alábbi állomások vannak a legközelebb:
- Gare de Morières-lès-Avignon
- Gare de Gadagne